# Grasleben
Grasleben là một đô thị của huyện Helmstedt, bang Niedersachsen, Đức. Đô thị này có diện tích 11,27 km². Đô thị này có cự ly khoảng10 km về phía bắc của Helmstedt, và 20 km về phía đông nam của Wolfsburg.
Grasleben là thủ phủ của Samtgemeinde ("đô thị tập thể") Grasleben.